# Poimenski seznam evroposlancev iz Latvije
Poimenski seznam evroposlancev iz Latvije'.

## Seznam
| Ime                      | Stranka                                                | Mandat(i) |
| Georgs Andrejevs         | Skupina zavezništva liberalcev in demokratov za Evropo | 2004-2009 |
| Valdis Dombrovskis       | Evropska ljudska stranka - Evropski demokrati          | 2004-2009 |
| Guntars Krasts           | Zveza za Evropo narodov                                | 2004-2009 |
| Ģirts Valdis Kristovskis | Zveza za Evropo narodov                                | 2004-2009 |
| Aldis Kušķis             | Evropska ljudska stranka - Evropski demokrati          | 2004-2009 |
| Rihards Pīks             | Evropska ljudska stranka - Evropski demokrati          | 2004-2009 |
| Inese Vaidere            | Zveza za Evropo narodov                                | 2004-2009 |
| Tatjana Ždanoka          | Skupina Zelenih-Evropska svobodna zveza                | 2004-2009 |
| Roberts Zīle             | Zveza za Evropo narodov                                | 2004-2009 |